# Coryne heroni
Coryne heroni är en nässeldjursart som beskrevs av Pennycuik 1959. Coryne heroni ingår i släktet Coryne och familjen Corynidae. Inga underarter finns listade i Catalogue of Life.